# Macracanthorhynchus hirudinaceus
Macracanthorhynchus hirudinaceus är en hakmaskart som först beskrevs av Peter Simon Pallas 1781.  Macracanthorhynchus hirudinaceus ingår i släktet Macracanthorhynchus och familjen Oligacanthorhynchidae. Inga underarter finns listade i Catalogue of Life.

## Bildgalleri

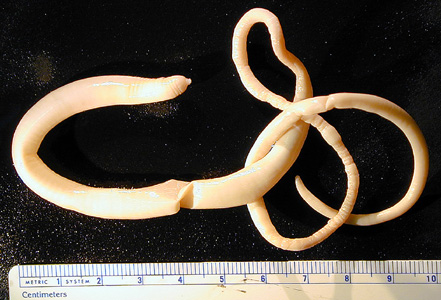
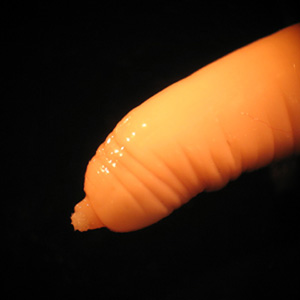
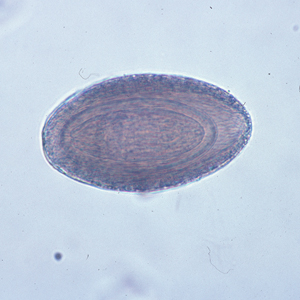
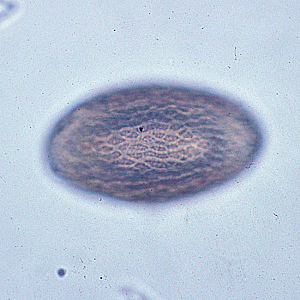
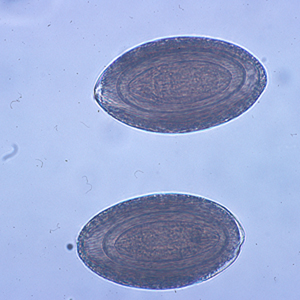
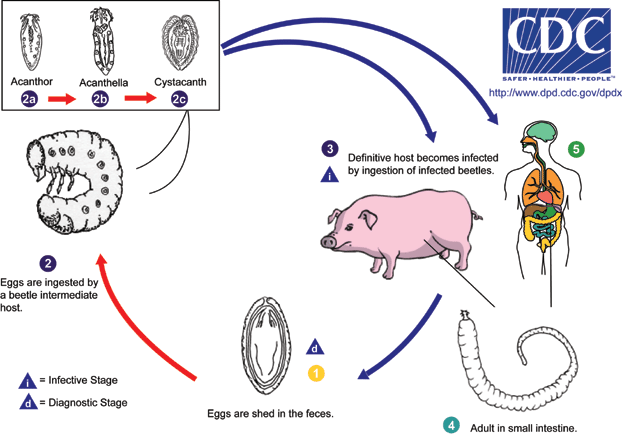